# Preraffaelliti

La veglia della valchiria (1906) di Edward Robert Hughes (1851-1914)

La Confraternita dei Preraffaelliti (in inglese Pre-Raphaelite Brotherhood) è stata un'associazione artistica influente per la pittura vittoriana (XIX secolo), nata nel settembre del 1848 e sviluppatasi ed esauritasi in Gran Bretagna. Nei suoi ideali aspira a ricreare la purezza antiaccademica che gli esponenti di questo movimento riconoscevano nelle opere create prima di Raffaello Sanzio, da cui il nome della confraternita. Per certi aspetti affine alla corrente del simbolismo e dell'art nouveau, può essere definita la locale trasposizione pittorica del tardo romanticismo e del decadentismo, andando a influenzare la pittura europea fuori dai confini britannici.
La Confraternita nacque durante l'età vittoriana (1837-1901), periodo di grande fioritura sia per la società che per le arti britanniche e che segnò l'affermarsi di valori borghesi come la fedeltà al Paese e la fede nel progresso. Il panorama artistico era stato rivoluzionato in precedenza dalle grandi innovazioni artistiche di Johann Heinrich Füssli e William Blake, che aprirono la strada al romanticismo, e stava vivendo proprio in quegli anni l'evoluzione verso il decadentismo, culminata alla fine del secolo con Oscar Wilde.
I Preraffaelliti raggiunsero l'apice della loro fortuna critica grazie a John Ruskin, che nel 1851, dopo una serie di feroci critiche da parte dello Household, del Times e di Charles Dickens, scrisse due appassionate elegie dei dipinti preraffaelliti ed un saggio intitolato Preraphaelitism, in cui annoverava la loro pittura nell'arte moderna e confrontava le loro tecniche con quelle di William Turner.
I maggiori pittori preraffaeliti includono i tre fondatori del movimento John Everett Millais, Dante Gabriel Rossetti e William Hunt, cui si unirono successivamente Ford Madox Brown, William Trost Richards, William Morris, Edward Burne-Jones e altri, e infine John William Godward, Thomas Cooper Gotch e John William Waterhouse.

## Il contesto storico e artistico

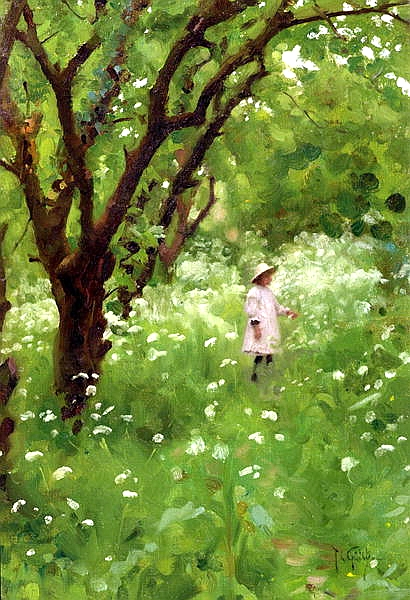
Il frutteto (1887) di Thomas Cooper Gotch (1854-1931)

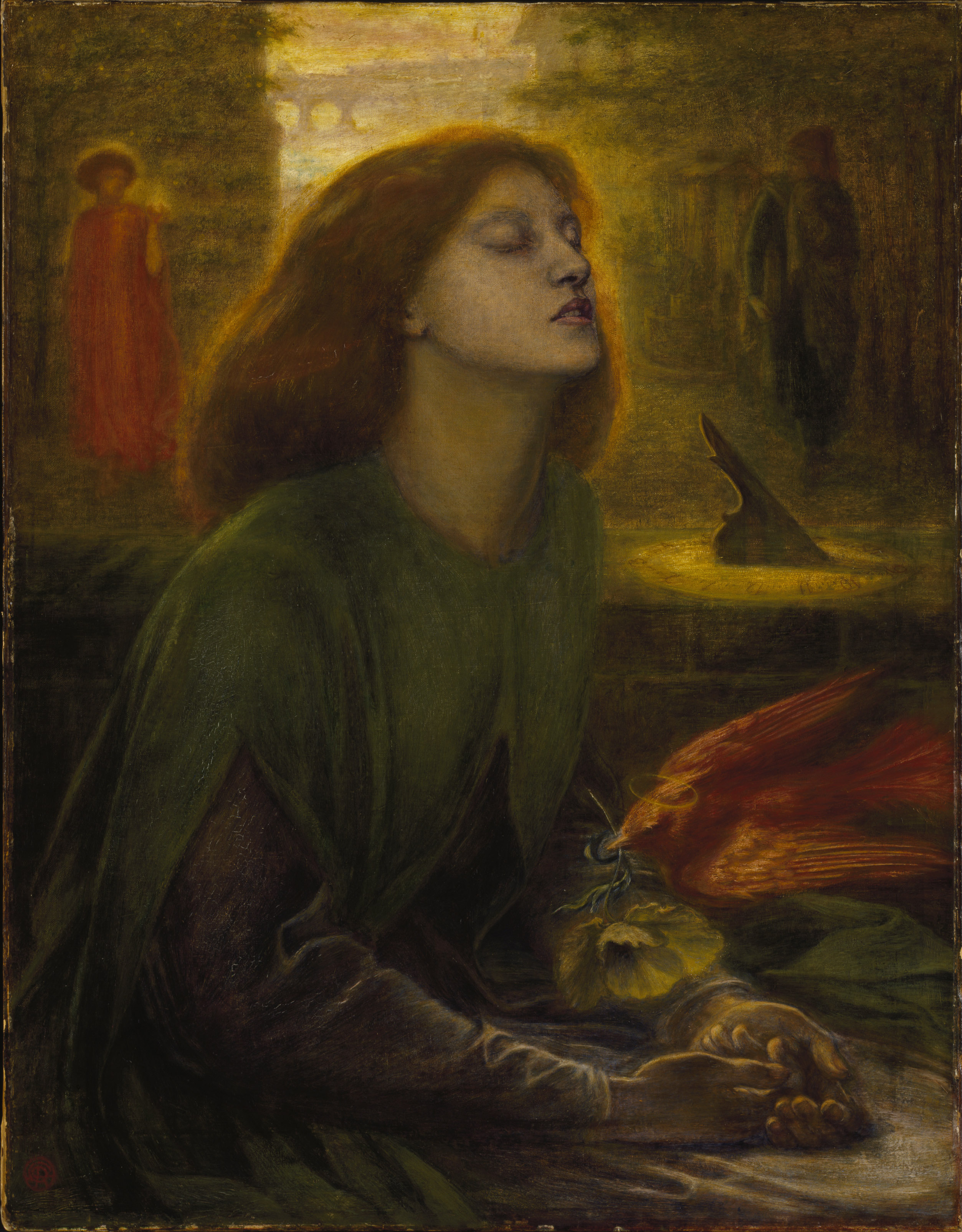
Elizabeth Siddal nelle vesti di Beatrice (1864) per Dante Gabriel Rossetti (Tate Gallery, Londra)

### L'origine del nome

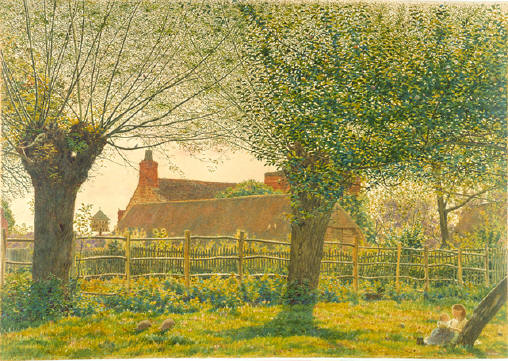
A Binsey, vicino a Oxford (1862) di George Price Boyce (1826 - 1897)

Il termine "preraffaelita" è un riferimento all'arte esistita prima di Raffaello Sanzio, pittore ritenuto colpevole dagli esponenti di questo movimento di aver "inquinato l'arte esaltando l'idealizzazione della natura e il sacrificio della realtà in nome della bellezza", e permesso gli sviluppi dell'"odiato" accademismo.

### L'ideale preraffaellita
Oltre a porsi come obiettivo quello di abolire i modelli vigenti dell'arte vittoriana dell'epoca e, più in generale, quella accademica, i Preraffaelliti si ponevano quello di riportare in vita i costumi di un passato immaginario e nostalgico, tentando inoltre di unificare fra loro i concetti di vita, arte, e bellezza.

### I temi principali

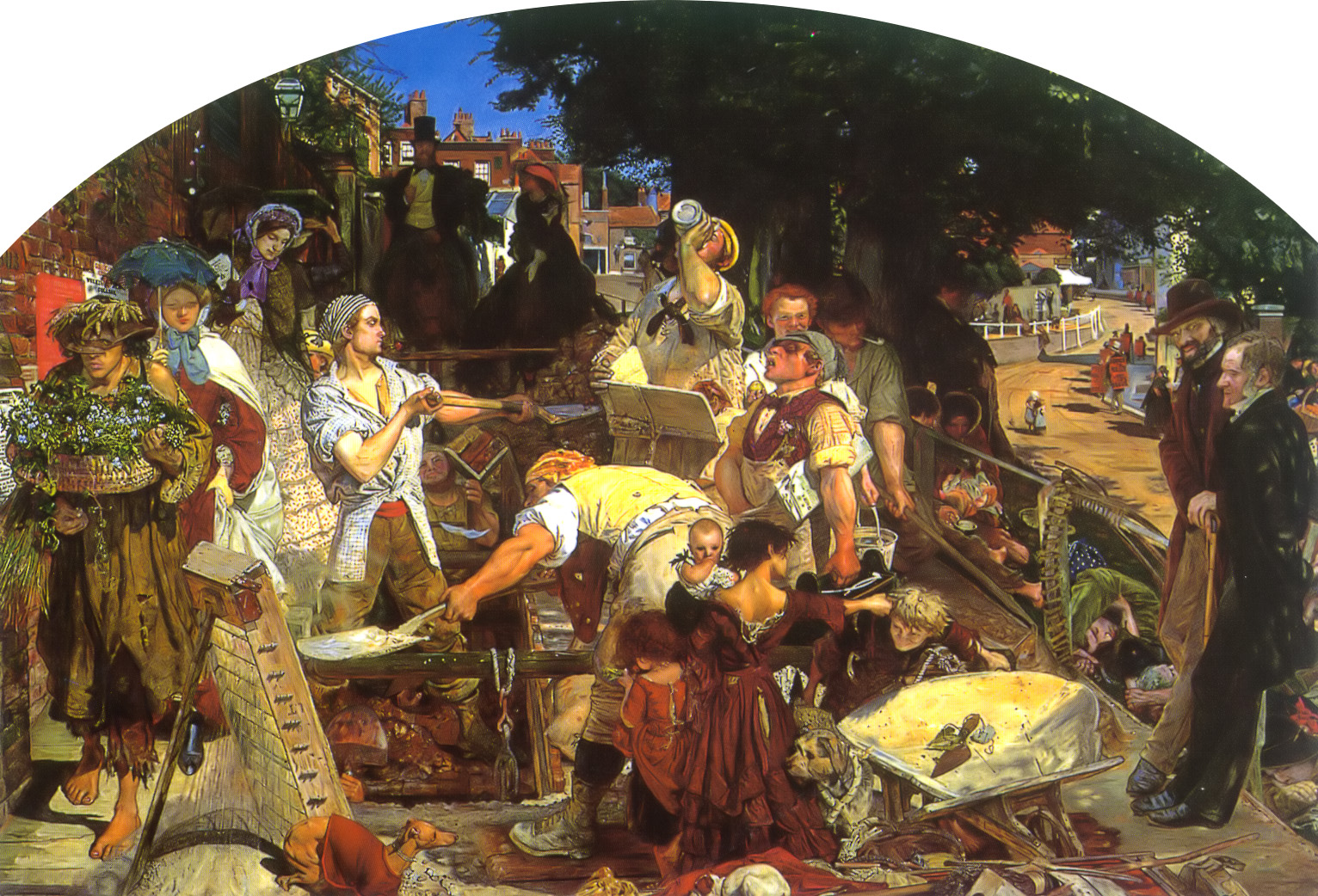
Lavoro (1865) di Ford Madox Brown (1821–1893)

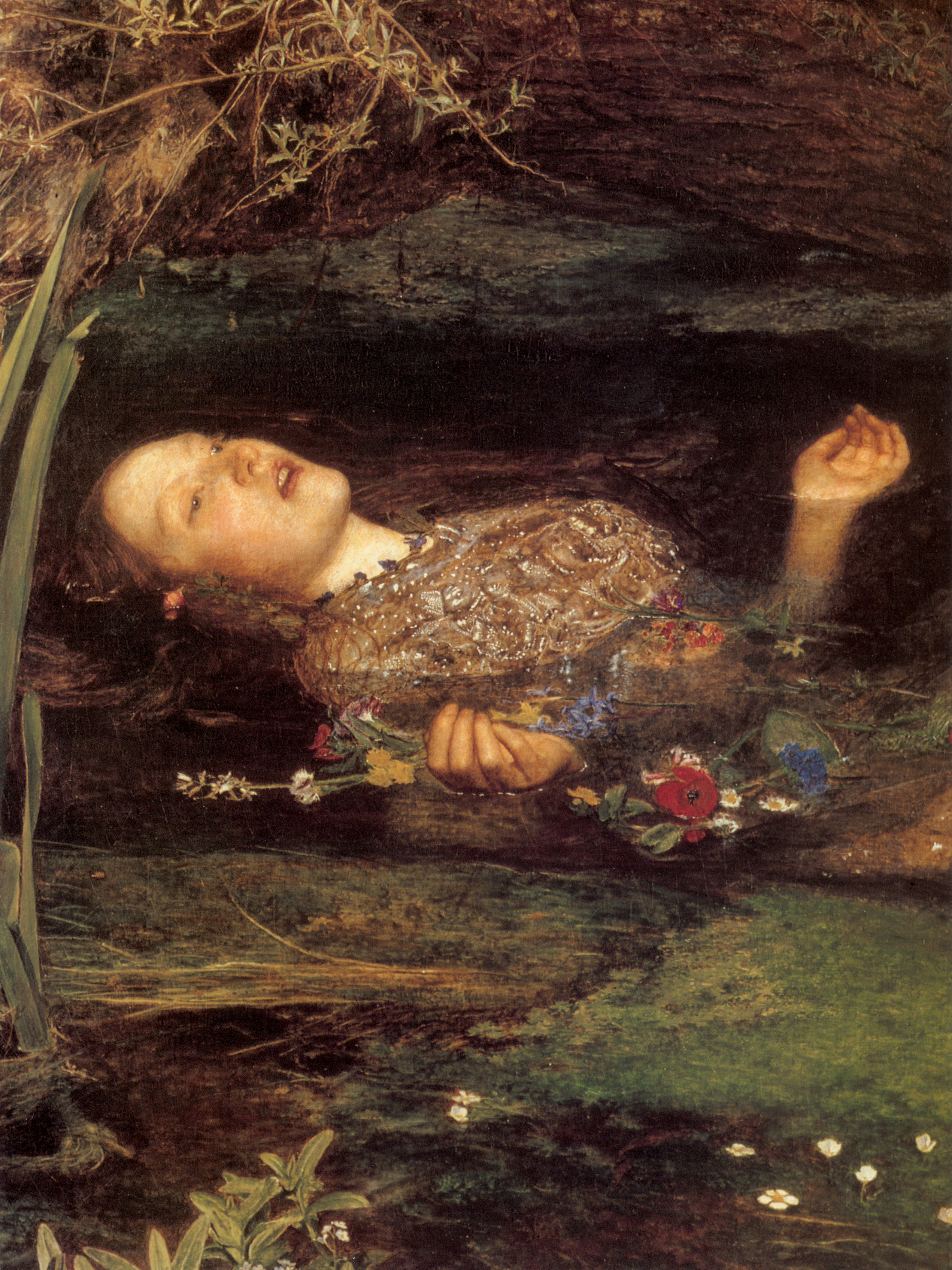
Ophelia (1852) (dettaglio) di John Everett Millais (1829-1896)

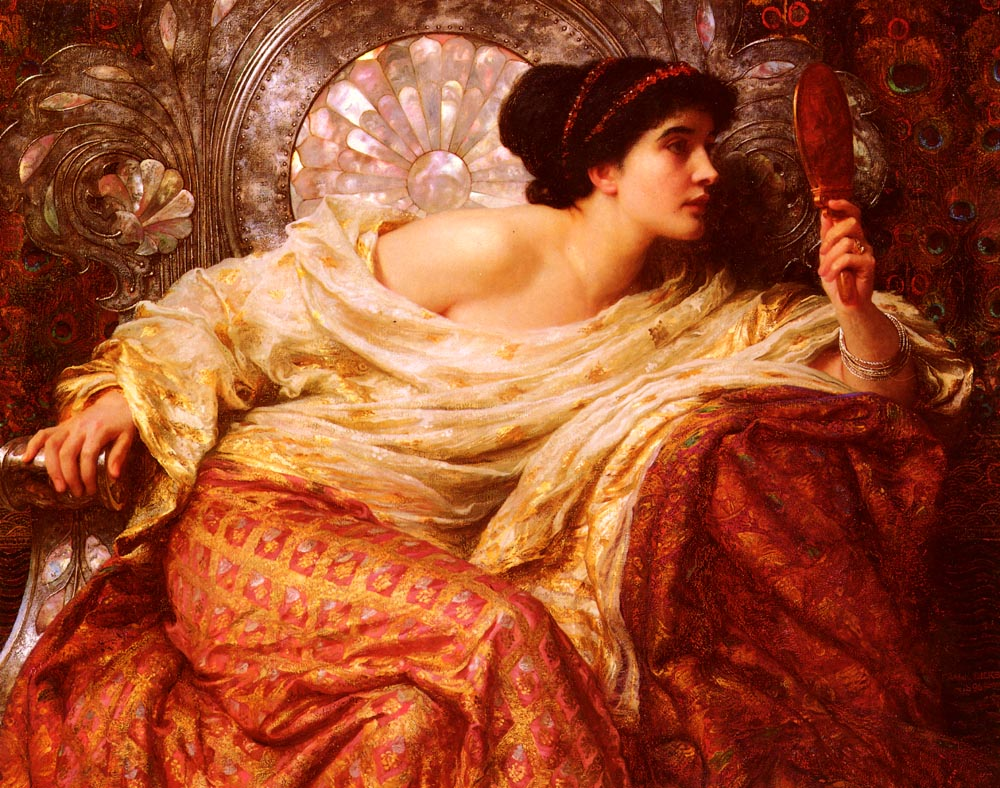
Lo specchio (1896) di Frank Bernard Dicksee (1863-1928)

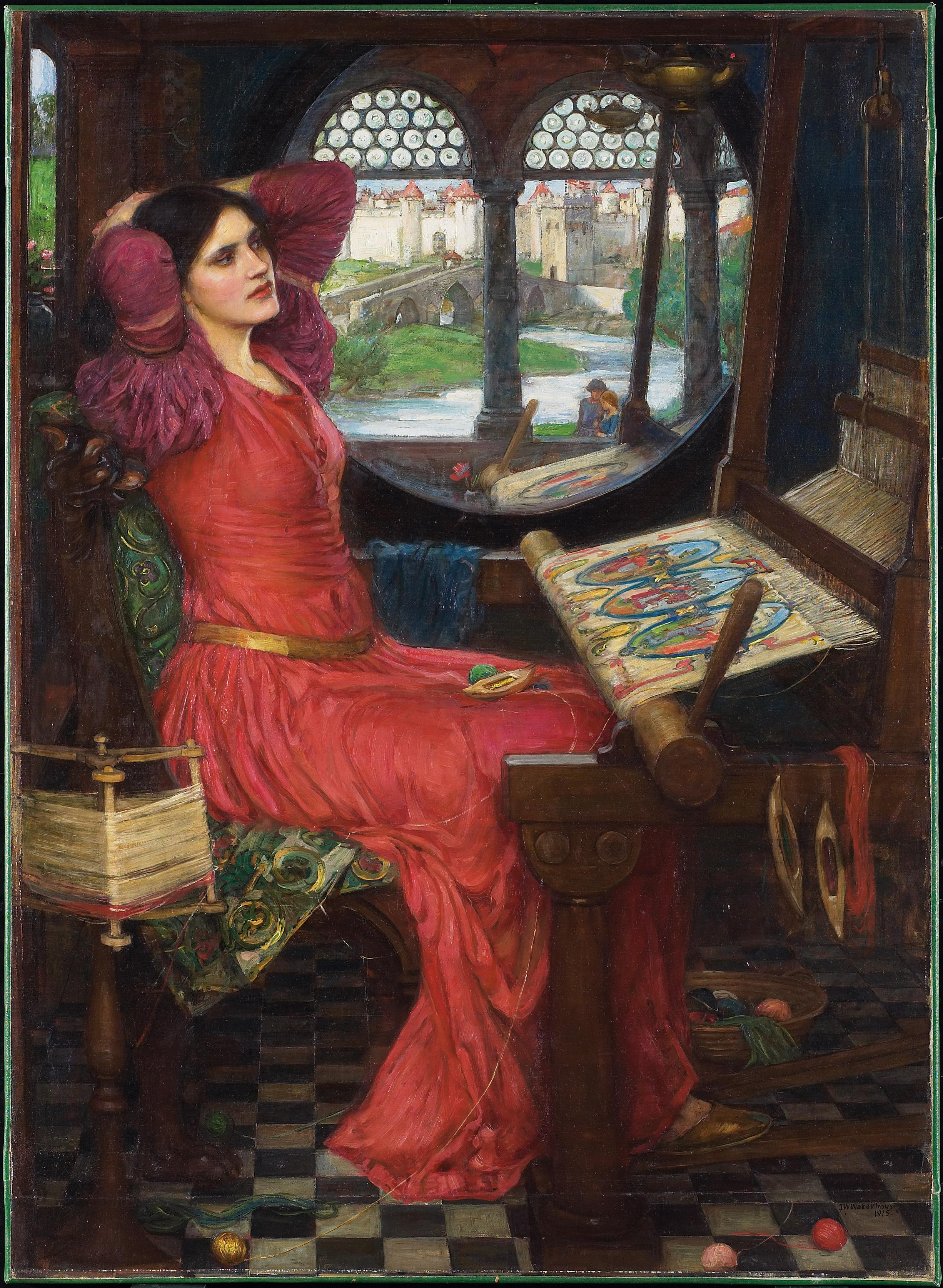
Sono piuttosto stanca delle ombre, disse la signora di Shalott (1916) di John William Waterhouse (1849-1917)

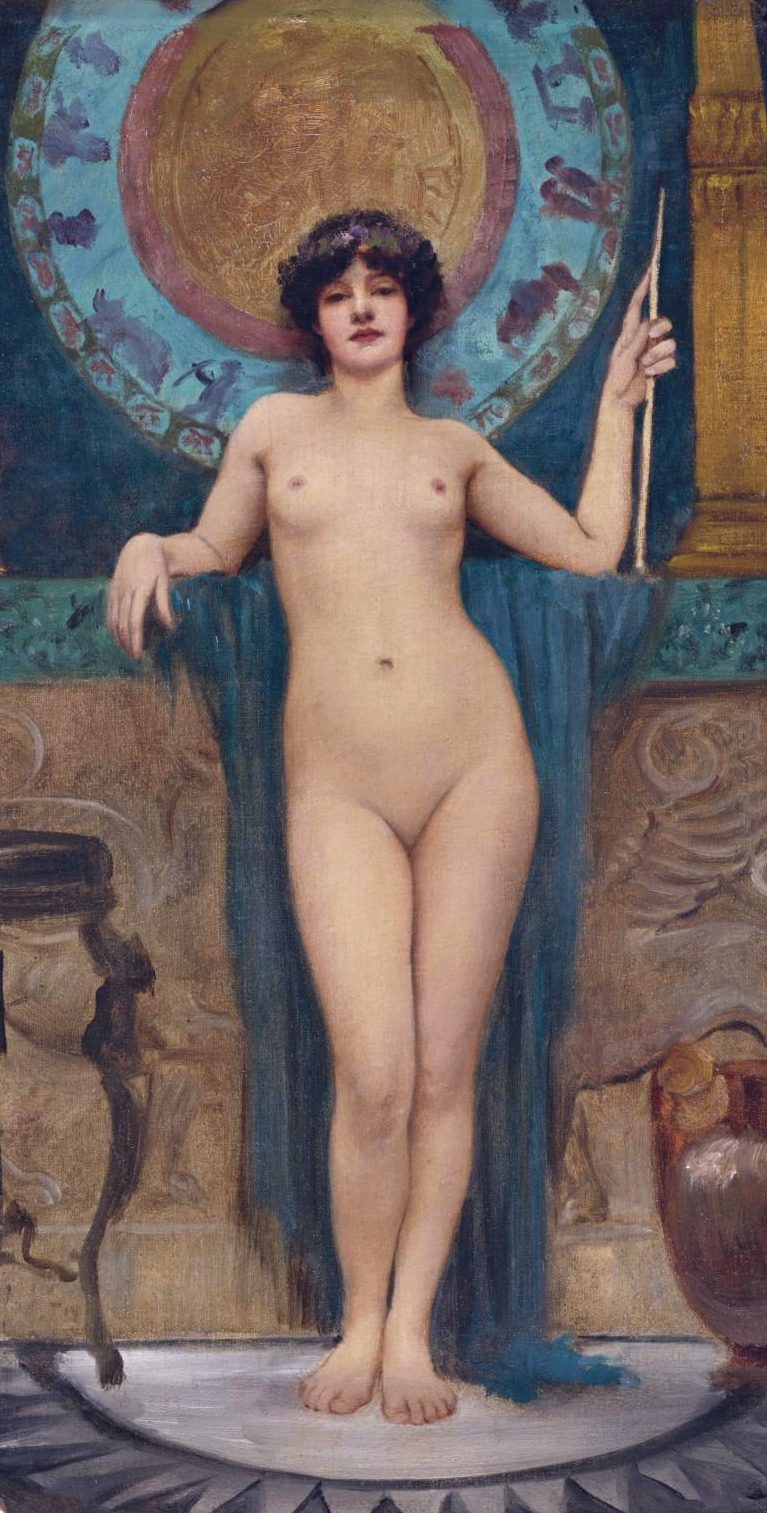
Studio per Campaspe (1895 circa) di John William Godward (1861-1922)

I temi ai quali si sono maggiormente ispirati i Preraffaelliti includono quelli biblici, letterari (gli autori ai quali sono maggiormente ispirati sono probabilmente William Shakespeare e Dante Alighieri), fiabeschi, storici e sociali.

#### Temi sociali
Principalmente portato avanti da Brown, il filone del Preraffaelitismo "sociale" è ben esemplificato da un dipinto come L'ultimo sguardo all'Inghilterra, ispirato dall'emigrazione in Australia nel 1852 dello scultore Thomas Woolner. Altri esempi dell'attenzione dei Preraffaelliti al tema dell'emigrazione, particolarmente sentito in Inghilterra in quel periodo, sono i dipinti Aspettando le navi (1885) di un quasi iperrealista Walter Langley, Il saluto alla partenza (1860) dell'irlandese George Barnard O'Neill e l'intenso Emigranti (1873) di James Tissot. Altri temi sociali affrontati dai Preraffaelliti furono quelli del lavoro, esemplificato ancora una volta da Brown nel suo Il lavoro (1852-1863), e quello della rivolta al modello capitalista, che ritenevano responsabile del decadimento e della volgarizzazione dell'arte e del buon gusto del periodo.

#### Temi biblici[1]
Tra i temi favoriti dei Preraffaelliti, gli episodi della Bibbia occupano un ruolo predominante. In particolare sono frequenti scene dall'Annunciazione, tra cui il celebre Ecce ancilla Domini di Rossetti.

#### Temi nazionalisti
I Preraffaelliti amavano molto la loro patria, come testimoniano molti dipinti a soggetto nazionalista probabilmente mutuati dal retaggio romantico. Tra essi spiccano per originalità: La prima traduzione della Bibbia in Inglese: John Wycliffe legge la sua prima traduzione della Bibbia a John di Gaunt (1847-1848) e l'allegorico I semi e i frutti della poesia inglese (1845-1851) di Ford Madox Brown.

#### Temi shakespeariani[1]
Tra le opere di Shakespeare più illustrate dai Preraffaelliti, vi sono sicuramente il Re Lear, il Macbeth, che già aveva affascinato i romantici, e l'Amleto, particolarmente affascinante per la tragica figura di Ofelia. I dipinti più famosi che illustrano scene dal Re Lear sono Re Lear e Cordelia (1849-1854) di Ford Madox Brown. Tra le numerose Ofelia non si possono non citare i dipinti di Millais e di Arthur Hughes. Un altro pregevole dipinto di ispirazione shakespeariana, questa volta tratto da I due gentiluomini di Verona, è Valentino libera Silvia da Proteo di William Holman Hunt (sullo stesso soggetto si cimentò anche Alfred Elmore).

#### Temi medievali
Particolare fortuna ebbero anche il ciclo arturiano e, in particolare, la figura della dama di Shalott, dipinta da Hunt e tema prediletto di Waterhouse. Non mancano figure prese dal Medioevo e dal primo Rinascimento italiano (come Beatrice, Lucrezia Tornabuoni...).

#### Pittura di paesaggio
Non trascurando la giovanile lezione del Ruskin di Pittori moderni (1843), i Preraffaelliti si dedicarono anche alla pittura di paesaggio, che pur non rivestendo grande importanza all'interno della loro produzione, influenzò profondamente paesaggisti francesi della scuola di Barbizon come Corot.

## Lo stile pittorico
Ispirati alla pittura rinascimentale e medioevale nonché alla culture del purismo pittorico e dei Nazareni (entrambe "scoperte" grazie a Ford Madox Brown, che entrò in contatto con loro durante un viaggio a Roma avvenuto nel 1845), i pittori preraffaeliti riproducevano, attraverso un panneggio delicato, figure elaborate, luminose, ed ispirate all'arte neoromantica. I loro dipinti sono spesso rievocativi, e presentano generalmente riferimenti allegorici e simbolici. Gran parte dei dipinti preraffaeliti raffigurano soggetti femminili sensuali ed eleganti.

## L'influenza del movimento
Secondo le testimonianze, il movimento influì sul simbolismo e, almeno in parte, sull'abbigliamento femminile inglese, che divenne, non a caso, ispirato a quello delle donne dipinte dai Preraffaeliti.
I Preraffaelliti rivoluzionano il modo di vestire delle donne inglesi con la nuova idea che il corpo femminile sia bello e per questo motivo non vada occultato o costretto tramite oggetti come il corsetto ma debba essere lasciato libero di muoversi. Le caratteristiche di questo nuovo modello sono pertanto il non deformare il corpo della donna, le proporzioni adeguate al fisico che veste, l'adeguatezza alla stagione (caldo in inverno e fresco in estate), la comodità e il non intralciare i movimenti lasciando la donna libera anche di lavorare e agire.
Nel 2009 è stata girata la serie televisiva Disperatamente romantici di Peter Bowker.

## Lista degli artisti

### Confraternita dei Preraffaelliti
- James Collinson (pittore)
- William Holman Hunt (pittore)
- John Everett Millais (pittore)
- Dante Gabriel Rossetti (pittore, poeta)
- William Michael Rossetti (critico)
- Frederic George Stephens (critico)
- Thomas Woolner (scultore, poeta)

### Artisti associati
- Joanna Mary Boyce (pittrice)
- John Brett (pittore)
- Ford Madox Brown (pittore, designer)
- Lucy Madox Brown (pittrice, scrittrice, modella)
- Richard Burchett (pittore, educatore)
- Edward Burne-Jones (pittore, designer)
- Charles Allston Collins (pittore)
- Frank Cadogan Cowper (pittore)
- Walter Howell Deverell (pittore)
- Arthur Hughes (pittore, illustratore di libri)
- Robert Braithwaite Martineau (pittore)
- May Morris (designer)
- William Morris (pittore, designer, scrittore)
- Christina Rossetti (poetessa)
- John Ruskin (critico)
- Anthony Frederick Augustus Sandys (pittore)
- Thomas Seddon (pittore)
- Elizabeth Siddal (pittrice, poetessa e modella d'artista)
- Simeon Solomon (pittore)
- Marie Spartali Stillman (pittrice)
- Algernon Swinburne (poeta)
- Henry Wallis (pittore)
- William Lindsay Windus (pittore)
- James Talmage White (pittore)

### Artisti associati in senso lato

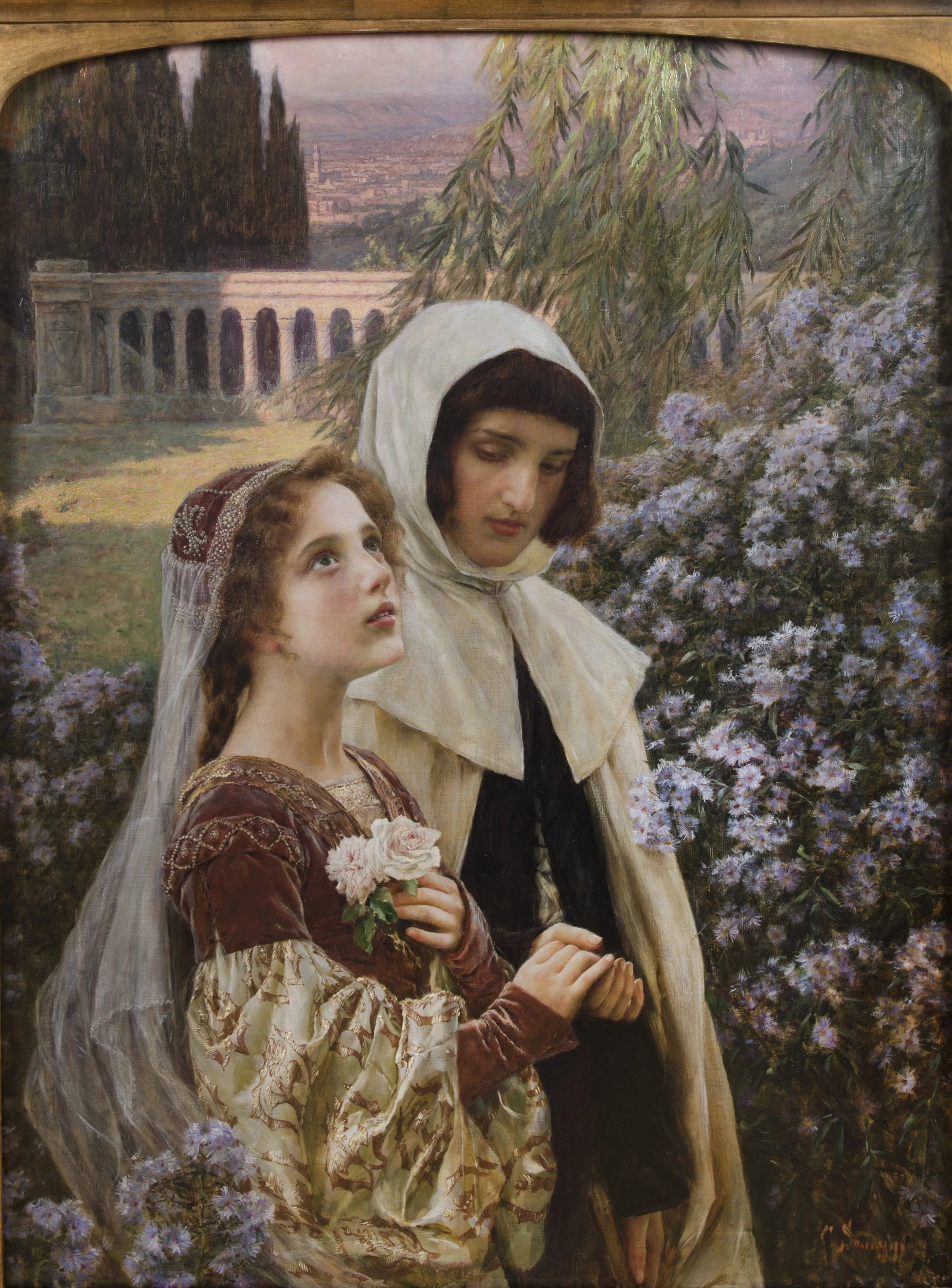
"Incipit vita nova", Dante e Beatrice, 1903. Olio su tela, dipinto da Cesare Saccaggi

- Sophie Gengembre Anderson (pittrice)
- Lawrence Alma-Tadema (pittore)
- Wyke Bayliss (pittore)
- George Price Boyce (pittore)
- Frederick William Burton (pittore)
- Julia Margaret Cameron (fotografa)
- James Campbell (pittore)
- John Collier (pittore)
- William Davis (pittore)
- Evelyn De Morgan (pittrice)
- Frank Bernard Dicksee (pittore)
- John William Godward (pittore)
- Thomas Cooper Gotch (pittore)
- Edward Robert Hughes (pittore)
- John Lee (pittore)
- Edmund Blair Leighton (pittore)
- Frederic Leighton (pittore)
- Gaetano Meo (pittore e modello d'artista)
- Charles William Mitchell (pittore)
- Joseph Noel Paton (pittore)
- Algernon Swinburne (poeta e soggetto di alcuni dipinti dell'amico Rossetti)
- John William Waterhouse (pittore)
- Daniel Alexander Williamson (pittore)
- George Ekow Amissah Botchway (pittore)
- Louis Welden Hawkins
- Cesare Saccaggi (pittore)

### Modelle d'artista
- Fanny Cornforth (Rossetti)
- Fanny Eaton
- Annie Miller
- Jane Burden (Morris, Rossetti)
- Frances Polidori (Rossetti)
- Elizabeth Siddal (Rossetti, Millais)
- Alexa Wilding (Rossetti)
- Marie Spartali Stillman
- Maria Zambaco

## Influenza preraffaellita fuori dall'Inghilterra
In Italia il pittore Cesare Saccaggi, della "scuola di Tortona" subì l'influenza della Confraternita, durante il suo periodo in stile Liberty, fusa con quella della pittura "neopompeiana" di Lawrence Alma-Tadema. Un altro pittore italiano che si avvicinò durante la sua carriera al movimento fu Giulio Aristide Sartorio.

## Musei
Alcuni dei più importanti musei che espongono opere dei preraffaelliti:
- Tate Gallery
- Victoria and Albert Museum
- Manchester Art Gallery
- Lady Lever Art Gallery
- Walker Art Gallery
- Birmingham Museum & Art Gallery